# Villadia diffusa
Villadia diffusa es el nombre científico aceptado en la actualidad de esta especie. Pertenece a la familia de las crasuláceas, comúnmente llamadas, siemprevivas, conchitas o flor de piedra (Crassulaceae), dentro del orden Saxifragales en lo que comúnmente llamamos plantas dicotiledóneas, aunque hoy en día se agrupan dentro de Magnoliopsida. El nombre del género fue dado en honor al Dr. Manuel Villada (1841-1924), quien fuera médico, botánico y editor de la revistas “La Naturaleza”, la especie V. diffusa, hace referencia a la forma de los tallos que se abren de manera laxa o difusa. Altamiranoa diffusa fue descrita por (Rose) Jacobsen y publicado en National Cactus and Succulent Journal 11(3): 60. 1956.

## Descripción
Planta glabra, perenne, tallos muy ramificados, algo leñosos en la base, purpúreos; hojas triangular ovadas, obtusas, extendidas, de 6 mm de largo. Inflorescencia en espiga abierta de 2-12 cm dc largo, sépalos ovados, obtusos, de 2-3 mm de largo, corola rosada de 6 mm de largo, tubo de un cuarto de la longitud total; estilos delgados.

## Distribución
Endémica de México en los estados de Chiapas y Oaxaca. Localidad tipo: Chiapas: Sierra Blanca.

## Hábitat
No se tienen datos sobre sus afinidades ecológicas.

## Estado de conservación
No se encuentra catalogada bajo algún estatus o categoría de conservación, ya sea nacional o internacional.